# Disphragis draudtiana
Disphragis draudtiana är en fjärilsart som beskrevs av Felix Bryk 1953. Disphragis draudtiana ingår i släktet Disphragis och familjen tandspinnare. Inga underarter finns listade i Catalogue of Life.